# Temelucha dragooniana
Temelucha dragooniana är en stekelart som beskrevs av Dasch 1979. Temelucha dragooniana ingår i släktet Temelucha och familjen brokparasitsteklar. Inga underarter finns listade i Catalogue of Life.